# Église Saint-Pantaléon de Cologne
Saint-Pantaléon, située dans le Sud de la vieille ville de Cologne, est une église dont la construction remonte au premier âge roman. Dans la vieille ville de Cologne elle est une des douze grandes basiliques romanes placées sous la protection du Förderverein Romanische Kirchen Köln (Association d'aide aux églises romanes de Cologne). L'église est consacrée à saint Pantaléon ainsi qu'à saints Côme et Damien. Pantaleon est la forme latine du nom grec Παντελεήμων (« Tout-Miséricordieux ») que portait ce martyr de l'Antiquité tardive. Depuis le IXe siècle, un hospice était peut-être associé à cette église.
La basilique bénédictine Saint-Pantaléon est la plus ancienne église romane de Cologne. La façade de type "massif occidental" (Westwerk en allemand) et le chœur sont remarquables. L'église abrite la tombe de l'impératrice Théophano et les reliques de saint Maurin et de saint Albin.

## Le site de la basilique romane
Sankt Pantaleon est située à l'extérieur de l'enceinte romaine, à proximité de la "neuvième" porte (Neuntes Tor). L'enceinte romaine, construite de 50 à 70, était longue d'environ 4,5 km et comportait 21 tours et 9 portes.
À la neuvième porte débutait une voie romaine vers le sud-ouest : l'importante route militaire de Cologne (Colonia Claudia Ara Agripinensium) à Lyon (Lugdunum), par Zülpich, Euskirchen, Trèves (Allemagne) et Metz.
Un ruisseau protégeait la partie sud de l'enceinte romaine, puis s'écoulait  vers l'est, et se jetait dans le Rhin à proximité de l'actuelle place Heumarkt. Ce ruisseau nommé Rothgerberbach, Blaubach puis Mühlenbach, était utilisé pour les activités de teinture et de minoterie, au pied du quartier actuel Pantaleon Viertel, au sein de l'Altstadt-Süd.
Le troisième agrandissement de l'enceinte de la ville, réalisé en 1180 par l'archevêque de Cologne, englobera Sankt Pantaleon.

## Histoire de la construction de la basilique romane

### Antiquité
La hauteur est occupée par une villa romaine suburbaine du IIe au IVe siècle. Des vestiges de construction romaine ont été retrouvés sous le chœur et à l'extérieur de l'église. D'autres vestiges de construction datés du Ier siècle apr. J.-C. ont été retrouvés, accréditant l'hypothèse d'une activité pré-chrétienne sur le site.

### Moyen Âge

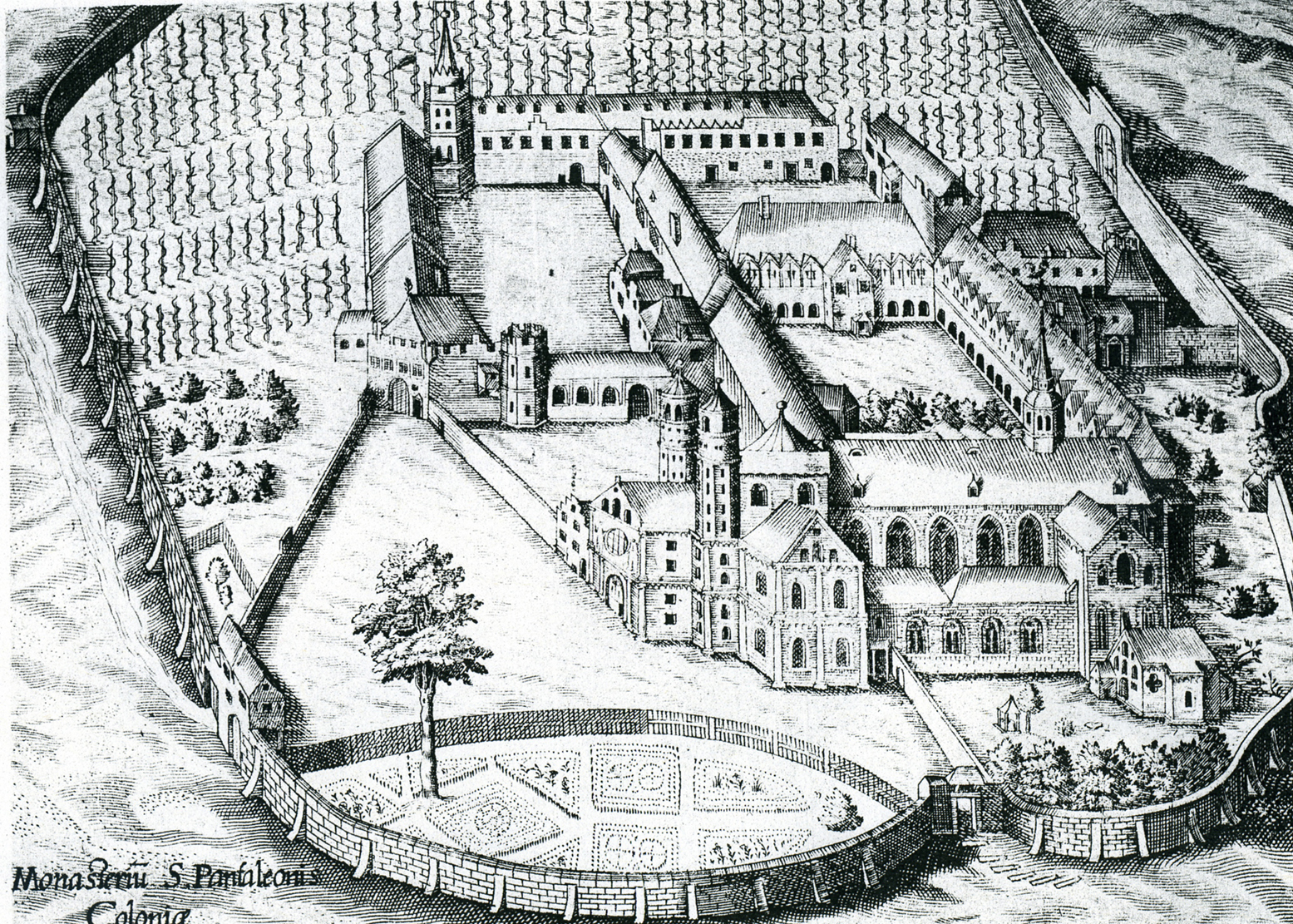
L'abbaye bénédictine en 1625.

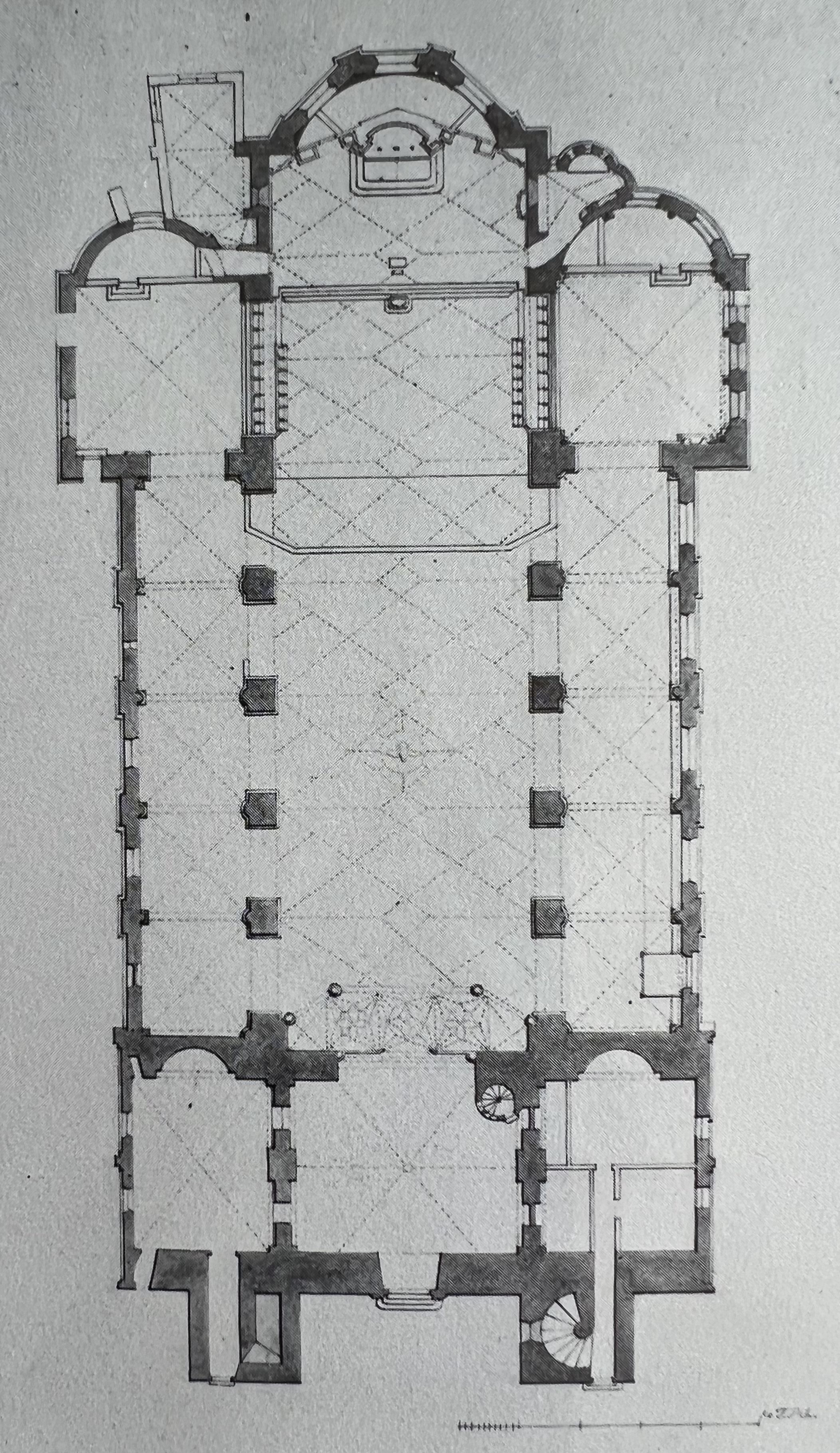
Plan de l'église.

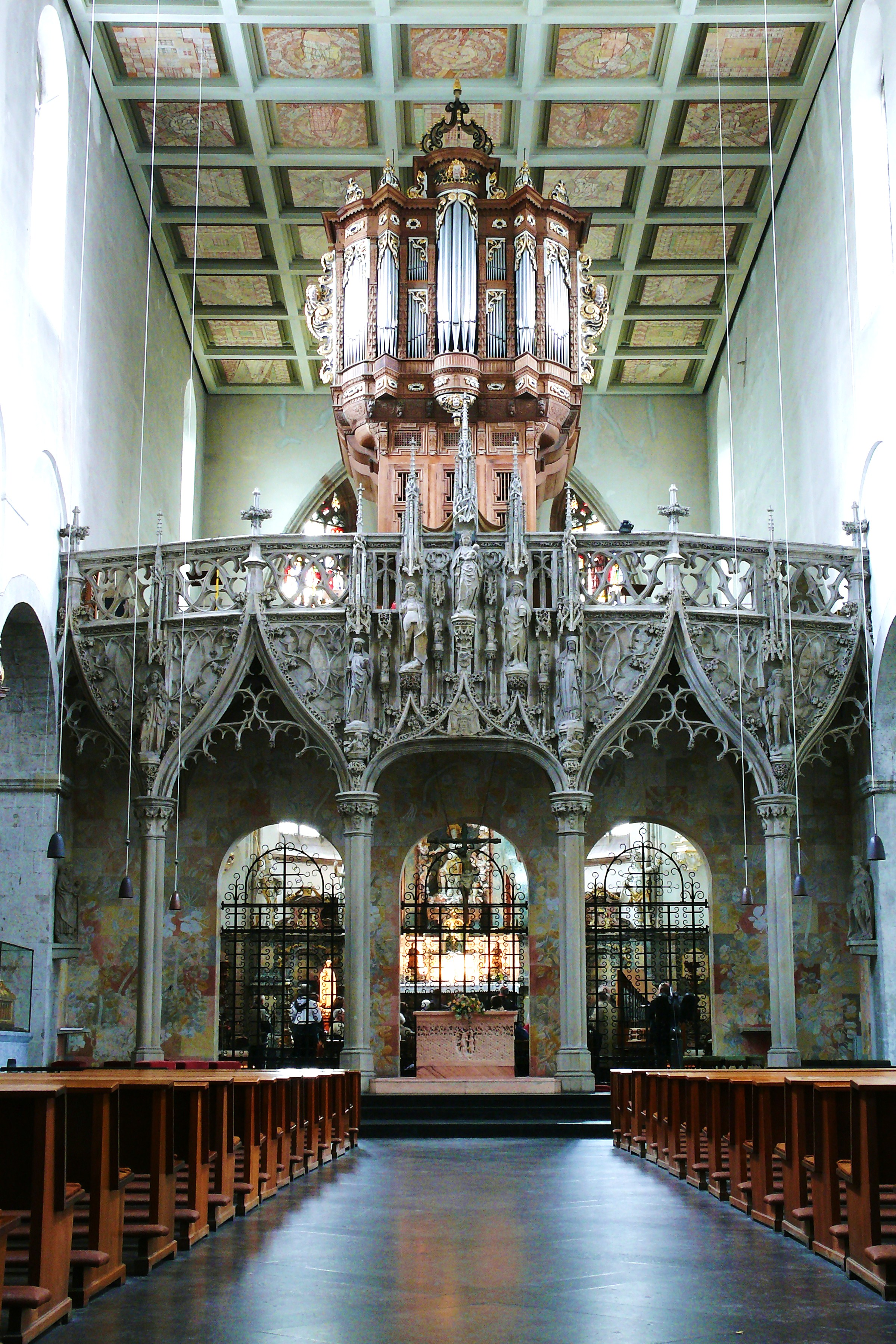
Jubé gothique.

Les vestiges d'une construction mérovingienne datée des VIe et VIIe siècles ont été retrouvés. Une église, attestée en 866 dans la liste des possessions de l'archevêque Gunthar, sera détruite, sans doute à l'occasion d'un raid normand en 881/882. L'archevêque de Cologne Saint Brunon de Cologne y fonde la première abbaye de Bénédictins de Cologne, dont le premier abbé sera Christian de l'abbaye Saint-Maximin de Trèves (plusieurs dates sont avancées, de 953 à 964). Réutilisant les murs de la villa romaine, l'église ottonienne n'est pas exactement orientée à l'est et ne comporte qu'une nef à vaisseau unique et deux cryptes latérales. À sa mort en 965, saint Brunon de Cologne est enterré dans l'abbaye, sans doute dans une crypte sous le chœur (sous-sol de la villa romaine d'origine). L'église est ensuite prolongée vers l'ouest et le massif occidental est construit, jusqu'à sa consécration le 24 octobre 980 par Warin, archevêque de Cologne. La nouvelle église Saint-Pantaléon abrite la sépulture de Saint Maurin, redécouverte pendant la construction.
L'impératrice Theophano Skleraina, d'origine byzantine et nièce de Brunon, dote richement l'abbaye, en particulier avec les reliques de Saint Albin, et s'y fait inhumer (le martyr grec Saint Pantaléon était né à Nicomédie et l'église Saint-Pantaléon de Cologne était la plus ancienne église dédiée à Pantaléon à l'ouest de Byzance). Plus tard, l'empereur Othon III du Saint-Empire, fils de Theophano, poursuit les dons à l'abbaye.
L'archevêque saint Anno II (1056-1075) introduit à l'abbaye la réforme bénédictine de Siegburg, obligeant certains moines à quitter Saint-Pantaléon.
Les XIIe et XIIe siècles voient le style roman s'épanouir à Cologne.
En 1160, la nef unique de style carolingien / othonien est élargie par l'adjonction de deux bas-côtés (de même qu'à Sainte-Cécile de Cologne). La construction d'une nouvelle enceinte de la ville abrite à cette époque l'abbaye, qui compte environ 50 moines.
Au début du XVIe siècle a été ajouté le jubé gothique flamboyant, support de l'orgue moderne.

### Renaissance
À partir de 1618 sont effectués des apports baroques : orgue, stalles du chœur, tours.
L'occupation française par les armées révolutionnaires entraîne la fermeture temporaire de l'abbaye en 1794 et la transformation de l'église en écurie.

### Époque moderne
La célébration d'une messe annuelle, le 15 juin, à la mémoire de Theophano, initiée l'année 991, avait été interrompue en 1794. Depuis 1962, un sarcophage moderne contient les restes de l'impératrice, entraînant la reprise des célébrations annuelles ; le sarcophage porte l'inscription Domina Theophanu, Imperatrix, uxor et mater Imperatoris, quae basilicam sancti Pantaleonis summo honore coluit et rebus propriis munificenter cumulavit, hic sepulcrum sibi constitui iussit. L'église Saint-Pantaléon célèbre l'œcuménisme des religions catholique et byzantine, séparées depuis le schisme de 1054.

## Contexte historique de l'architecture ottonienne
L'architecture ottonienne est spécifique au Saint-Empire romain germanique et en partie à l'origine de l'architecture romane européenne.
Otton Ier, roi de Saxe est couronné empereur à Rome et fonde le Saint Empire romain germanique, qu'il place dans l'héritage de Charlemagne. Otton Ier ressuscite un empire qu'il donne en héritage à son fil Otton II en 973. Celui-ci épouse la princesse byzantine Théophano, afin de s'allier à l'Empire d'Orient. À sa mort, son fils, Otton III, lui succède. Encore jeune, sa mère assure la Régence, et réaffirme l'influence byzantine sur l'art ottonien. Influencé par Gerbert d'Aurillac, le roi rêve d'un empire universel dont la capitale serait Rome.
L'art ottonien parvient à son apogée autour de l'an mille avec la renaissance ottonienne en Saxe et en Rhénanie. Parallèlement, l’Église connaît une forte organisation hiérarchique : les idées réformistes marquent l'épiscopat et les abbayes connaissent une expansion fulgurante. Les monuments se placent dans l'héritage de la dynastie carolingienne tout en se laissant imprégner des influences byzantines. Les ateliers monastiques sont à l'origine de l'art ottonien : sculptures, peintures, orfèvrerie, enluminures. Le culte des reliques s'élève, et les cryptes viennent se placer de plain-pied avec la nef. La composition des édifices est modifiée, tout comme le développement de la liturgie. Les grands pèlerinages s'organisent.
À partir du XIe siècle, le style roman rhénan se développe. Il se caractérise par l'existence d'un chœur à trois absides formant un trèfle, comme dans les églises St. Maria im Kapitol, St. Aposteln et Gross St. Martin à Cologne.

## Personnages historiques liés à la basilique

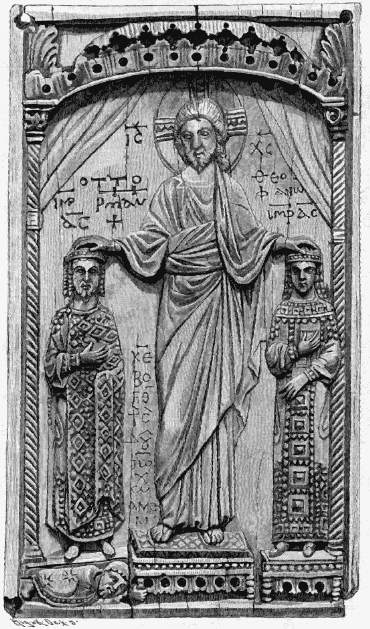
Otton II et Theophano, Musée de Cluny, Paris

- L'archevêque Saint Brunon de Cologne, né vers 928, mort à Reims en 965, fils d'Henri Ier l'Oiseleur, frère d'Otton Ier, est archevêque de Cologne de 953 à 965, et duc de Lotharingie de 953 à 965 ; il fonde l'abbaye bénédictine.
- L'empereur Othon Ier du Saint-Empire, surnommé Otton le Grand, né en 912, mort en 973, fils d'Henri Ier l'Oiseleur, il règne de 936 à 973. Il est le fondateur du Saint-Empire romain germanique.
- L'empereur Othon II du Saint-Empire, né en 955, mort en 983 à Rome, fils d'Otton Ier du Saint-Empire, il règne de 973 à 983. Il renforce l’Empire et l’agrandit en Italie.
- L'impératrice Theophano Skleraina, née vers 955 à Constantinople, morte en 991 à Nimègue est une princesse byzantine mariée en 972 à Otton II du Saint-Empire, et impératrice du Saint-Empire romain germanique. Elle règne 11 ans aux côtés d'Otton II et 7 ans comme régente de son fils Otton III. Nièce de Saint Brunon, très attachée à l'abbaye bénédictine et au culte du grec Saint-Pantaléon, elle protège l'abbaye et la dote richement.
- L'empereur Othon III du Saint-Empire, né en 980 près de Clèves, mort en 1002 à Paterno en Italie, règne de 996 à 1002 et installe sa cour à Rome. Il est inhumé à Aix-la-Chapelle. Il poursuit la politique de dotation de sa mère.